# Jan Hendrik Caan van Neck
Jhr. mr. Jan Hendrik Caan van Neck (Voorburg, 19 april 1817 - Rijswijk, 15 januari 1872) was burgemeester van Rijswijk.

## Biografie
Caan van Neck was de vijfde van de acht kinderen van Hendrik Johan Caan (1781-1864) en Margaretha Gerardina van Hoogstraten (1786-1837). Bij Koninklijk Besluit d.d. 6 oktober 1821 werd zijn vader verheven in de Nederlandse Adel. Hij en zijn mannelijke nakomelingen mochten het predicaat jonkheer voeren. In 1844 verzocht zijn grootmoeder Susanna Jacoba Caan geboren van Neck om de geslachtsnaam van haar kleinzoon jhr. Jan Hendrik Caan  te wijzigen van Caan in Caan van Neck. Hij trouwde op 9 september 1846 in Veur met Margaretha Gerardine Henriëtte de la Bassecour Caan (1817-1872). Uit hun huwelijk werden negen kinderen geboren. In juli 1850 volgde Caan van Neck jhr. Jacob van Vredenburch op als burgemeester van Rijswijk. Caan van Neck was tevens hoofdingeland van Delfland.
Na zijn overlijden, op zijn buitenplaats Cromvliet, werd hij opgevolgd door Petrus Marinus Cochius.